# Cristóvão Buarque de Hollanda
Cristóvão Buarque de Hollanda Cavalcanti (Rio Formoso, 8 de fevereiro de 1864 – Rio de Janeiro, 13 de fevereiro de 1944) foi um farmacêutico e professor universitário brasileiro.

## Biografia
Cristóvão Buarque de Hollanda Cavalcanti nasceu em Rio Formoso, na então província de Pernambuco, no dia 8 de fevereiro de 1864.
Foi idealizador e um dos fundadores da Escola de Farmácia, precursora da Faculdade de Farmácia e Odontologia da Universidade de São Paulo, onde foi professor catedrático da disciplina de Botânica I.
Pertenceu à Academia Nacional de Farmácia e foi um dos fundadores da Sociedade Farmacêutica Paulista.
Cristóvão era pai de Sérgio Buarque de Holanda, avô de Chico Buarque e tio-avô de Aurélio Buarque de Holanda.